# Faktotum
Faktotum (ang. Factotum) – powieść amerykańskiego pisarza Charlesa Bukowskiego, po raz pierwszy opublikowana w 1975 roku pod tym samym tytułem.
Książka jest drugą powieścią Bukowskiego. Jej bohaterem jest Henry Chinaski, alter ego autora, występujący także w innych utworach Amerykanina. Akcja książki zaczyna się w 1944, kiedy to Chinaski jest młodym człowiekiem, szukającym stałej pracy w Los Angeles. Naprawdę interesują go jednak kobiety, alkohol i pisanie – właśnie wtedy podejmuje pierwsze próby literackie.
Powieść została zekranizowana w 2005 przez Benta Hamera, w filmowym Factotum główną rolę zagrał Matt Dillon. Niektóre wątki powieści pojawiają się także w Ćmie barowej z 1987 r.